# Hermann von Eenham
Hermann von Eenham († 29. Mai 1029) war Markgraf von Eenham, Graf von Verdun sowie ab 1017 Graf im Eifelgau und in Westfalen (Stevergau und Borken). Er war der dritte Sohn von Gottfried dem Gefangenen, Graf von Verdun, aus der Familie der Wigeriche, und Mathilde von Sachsen aus der Familie der Billunger.
Nach dem Tod seines Vaters (d. h. nach 995) erhielt er die Stammgüter der Familie in Brabant, vor allem die Markgrafschaft Eenham bei Oudenaarde, die lediglich aus einem kleinen Bezirk um die gleichnamige Burg bestand; nach dem Tod (1022) oder bereits nach dem Rückzug seines Bruders Friedrich ins Kloster (997) bekam er die Grafschaft Verdun. Kurz vor seinem Tod zog er sich im Jahre 1025 in das Kloster Saint-Vanne in Verdun zurück.
Hermann heiratete Mathilde, deren Herkunft unbekannt ist. Ihre Kinder waren:
- Hermann, jung gestorben und bestattet in Velzeke (Brabant)
- Bertilde, † klein
- Gregor, Archidiakon in Lüttich
- Gottfried, um 1030/60 Graf in Westfalen; seine Nachkommen waren die Grafen von Cappenberg, unter ihnen der als heilig verehrte Gottfried von Cappenberg
- Mathilde, † nach 1039; ⚭ um 1015 Reginar V., Graf von Hennegau, † nach 1039

Hermann von Eenham ist auch Stammvater der Grafen von Calvelage und der von diesen abstammenden Grafen von Ravensberg. Die genaue Abstammungslinie zwischen Hermann von Eenham und Hermann I. von Calvelage (urkundlich 1072–1082) ist jedoch nicht bekannt.
Hermann und Mathilde wurden in Saint-Vanne in Verdun bestattet. Die Stammburg Ename, seinerzeit die stärkste Festung Niederlothringens, wurde bereits 1033/1034 von Balduin IV., Graf von Flandern, erobert und zerstört.